# Ein besserer Mensch
Ein besserer Mensch ist ein Lied der deutschen Musiker Peter Plate & Ulf Leo Sommer aus dem Jahr 2021, in Zusammenarbeit mit dem deutschen Musicaldarsteller Dennis Hupka. Das Stück ist Teil des Musicals Ku’damm 56 und wurde im Folgejahr nochmals neu mit der deutschen Singer-Songwriterin Madeline Juno aufgenommen.

## Entstehung und Artwork
Ein besserer Mensch entstand für das Musical Ku’damm 56 und wurde von den beiden Musicalautoren Peter Plate und Ulf Leo Sommer geschrieben sowie produziert. Während das Duo beim Schreibprozess von Daniel Faust unterstützt wurde, erhielt es bei der Produktion Unterstützung von Joshua Lange.
Die vier Autoren und Produzenten arbeiten schon seit längerer Zeit zusammen, auch als Quartett. So waren sie unter anderem alle vier an den Soundtracks zur Filmreihe Bibi & Tina beteiligt. Mit Lange arbeiteten Plate und Sommer zuvor auch schon für die Rosenstolz-Kompilation Lass es Liebe sein – Die schönsten Lieder (September 2018) zusammen, während die Zusammenarbeit mit Faust schon für Plates erstes Soloalbum Schüchtern ist mein Glück (April 2013) begann.

## Veröffentlichung und Promotion
Die Erstveröffentlichung von Ein besserer Mensch erfolgte am 10. September 2021 bei BMG Rights Management, als Teil des Musicalalbums Ku’damm 56 – Das Musical (Katalognummer: 538607172). Der Vertrieb erfolgte durch BMG, verlegt wurde das Lied durch den Partitur Musikverlag. Am 28. November desselben Jahres feierte das Musical seine Uraufführung im Berliner Theater des Westens, durch die Interpretation der Rollen Wolfgang von Boost (Dennis Hupka) und Joachim Franck (David Nádvornik).

## Inhalt
| „Ich wünscht’ da wär ne Tür für mich. ‘ne Tür durch die ich geh’n kann. Vielleicht wär ich ein besserer Mensch. Ein besserer Mensch, wär so gern für dich. Wie gern wär ich frei, so leicht. Ein besserer Mensch. Schaff das leider nicht.“ – Refrain, Originalauszug | Der Liedtext zu Ein besserer Mensch ist in deutscher Sprache verfasst und stammt von Peter Plate und Ulf Leo Sommer. Die beiden Texter waren zugleich, zusammen mit Daniel Faust, für die Komposition zuständig und komponierten die Musik in Fis-Dur mit 120 Schlägen pro Minute. Musikalisch bewegt sich das Lied im Bereich der Popmusik. Inhaltlich geht es in Ein besserer Mensch um die heimliche Homosexualität des Berliner Anwalts „Wolfgang von Boost“ in den 1950er-Jahren. Dieser fühlt sich zu Männern hingezogen, ist aber mit der Frau „Helga Schöllack“ verheiratet, zu der er keinerlei Gefühle entwickelt hat („Mein Herz ist so grau […] Nur Leere, alles taub“). Er sehnt sich nach der Freiheit („Wie gern wär ich frei, so leicht“), nach einem Ausweg („Ich wünscht’ da wär ne Tür für mich. ‘ne Tür durch die ich geh’n kann“), nach einem ehrlicheren beziehungsweise besseren Leben, welches aber nicht umsetzbar erscheint („Ein besserer Mensch. Schaff das leider nicht“). |

Aufgebaut ist das Lied aus zwei Strophen, einem Refrain und einer Bridge. Es beginnt mit der ersten Strophe, die als Vierzeiler geschrieben wurde. An diese schließt sich zunächst, der ebenfalls vierzeilige, Prechorus an, ehe der eigentliche Refrain einsetzt, der acht Zeilen umfasst. Die darauf folgende zweite Strophe setzt sich ebenfalls aus acht Zeilen zusammen. Nach der zweiten Strophe entfällt der Prechorus und der Refrain setzt gleich mit dem Hauptteil ein. Als musikalisches Zwischenspiel folgt eine Bridge auf den zweiten Refrain, die wiederum eine Wiederholung des Prechorus ist. Nach der Bridge endet das Lied mit dem dritten Refrain. Die Interpretation des gesamten Liedes erfolgte lediglich durch Dennis Hupka; Plate und Sommer sind nur an der Produktion beteiligt.

## Musikvideo
Das dazugehörige Musikvideo feierte seine Premiere am 22. Oktober 2021 auf der Videoplattform YouTube. Dieses beginnt mit Dennis Hupka, der ein Mehrfamilienhaus betritt. Im weiteren Verlauf sieht man lediglich Hupka, in immer wechselnden Szenen, der auf einer Couch, dem Fußboden oder den Stufen im Treppenhaus sitzt, während er das Lied singt. Das Video endet mit Hupka, der das Haus wieder verlässt. Die Gesamtlänge des Videos beträgt 4:12 Minuten. Bis Juni 2025 zählte es über 150.000 Aufrufe auf YouTube.

## Mitwirkende
| Liedproduktion - Daniel Faust: Komposition - Dennis Hupka: Gesang - Joshua Lange: Musikproduktion - Peter Plate: Komposition, Liedtext, Musikproduktion - Ulf Leo Sommer: Komposition, Liedtext, Musikproduktion | Unternehmen - BMG Rights Management: Musiklabel, Vertrieb - Partitur Musikverlag: Musikverlag |

## Rezensionen
Das Deutsche Theater München beschrieb unter anderem die Musical-Interpretation von Ein besserer Mensch als leidenschaftlich. In kultiger 1950er-Jahre-Mode biete das Musical damit Entertainment auf höchstem künstlerischem Niveau.
Gisela Huwig von der Rheinpfalz charakterisierte dem Titel Kultstatus.
Ein Rezensent von Mein Event-Tipp beschrieb die Rolle des „Wolfgang von Boost“ und die Umsetzung von Dennis Hupka mit folgenden Worten:

„Dennis Hupka mit seiner Darstellung des Anwaltes Wolfgang von Boost. Wolfgang ist ein Muttersöhnchen und wird von seiner Mutter dominiert. Er heiratet Helga und hofft, dass er nun auch privat glücklich wird. Doch Wolfgang versucht, mit der Ehe der Realität zu entkommen, denn er liebt Männer. Da Homosexualität damals als eine Krankheit angesehen wurde und Wolfgang alles dafür tun möchte, um ein guter Ehemann zu sein, entscheidet er sich für eine Elektroschocktherapie. Der Zuschauer nimmt Dennis Hupka die Darstellung das zutiefst unglücklichen und verzweifelten Mannes ab und leidet mit ihm mit, wenn er das Lied „Ein besserer Mensch“ singt.“

## Coverversion von Madeline Juno
2022 nahm die deutsche Singer-Songwriterin Madeline Juno eine Coverversion zu Ein besserer Mensch auf. Diese blieb weitgehend unbearbeitet, sodass weiterhin die Originalautoren Daniel Faust, Peter Plate und Ulf Leo Sommer die alleinigen Urheber dieser Version sind. Es wurden lediglich an der musikalischen Umsetzung kleinere Veränderungen vorgenommen, so wurde die Coverversion in As-Dur mit 127 Schlägen pro Minute eingespielt.
Die Erstveröffentlichung von Junos Interpretation erfolgte als Single am 13. Mai 2022 bei BMG Rights Management. Diese erschien als digitaler Einzeltrack zum Download und Streaming. Am 24. Juni desselben Jahres erschien das Lied als Teil der Deluxeversion des Musicalalbums Ku’damm 56 – Das Musical (Katalognummer: 405053881768). Um das Lied zu bewerben, erschien am Tag der Singleveröffentlichung auch ein Video auf YouTube, das wie eine Art Visualizer, lediglich Juno auf verschiedenen Plätzen in einem leeren Konzertsaal zeigt. Bis Juni 2025 zählte diese über 300.000 Aufrufe auf der Videoplattform.